# De doctrina Christiana
De doctrina Christiana es un texto teológico escrito por San Agustín de Hipona. Consiste en cuatro libros que describen cómo interpretar y enseñar las Escrituras. Los primeros tres de estos libros fueron publicados en 397 y el cuarto agregado en 426. Al escribir este texto, San Agustín estableció tres tareas para los maestros y predicadores cristianos: descubrir la verdad en el contenido de las Escrituras, enseñar la verdad desde la Escrituras, y para defender la verdad de las Escrituras cuando fuese atacada.

## Contexto histórico
A partir del año 389, la poderosa aplicación de la fe a la política llevó al emperador Teodosio a emitir una serie de edictos contra el paganismo que concluyeron en 391 con una ley que ilegaliza el culto pagano. Durante la Edad de Oro de Atenas, la política y las leyes hechas por el hombre guiaron la conducta humana, y la ciudad-estado fue vista como una manifestación de los más altos valores humanos, dando lugar a la filosofía política. El cristianismo efectuó un cambio en el curso de la sociedad occidental, requiriendo una nueva identidad cultural y un nuevo currículum educativo. Con este objetivo en mente, el emperador Justiniano (483–565) cortó todos los fondos estatales a los presidentes de la retórica, esencialmente cerrando la tradición clásica pagana. La herencia clásica fue vista a partir de este momento a través de la lente del cristianismo, lo que aumentó la necesidad de un enfoque de la enseñanza de las Escrituras que coincidiera con la sofisticación de la herencia clásica. De doctrina Christiana suministró al mundo medieval esa herramienta.

## Resumen

### Prólogo
El prólogo consiste en una respuesta a quienes se resisten al proyecto de Agustín de proporcionar reglas para la interpretación de las Escrituras. Agustín describe tres posibles objeciones: quienes no comprenden sus preceptos, quienes no hacen un uso eficaz de sus enseñanzas y quienes creen estar ya preparados para interpretar las Escrituras. A los dos primeros tipos de críticos, Agustín afirma que no se le puede responsabilizar de su incapacidad de comprensión.
Luego se dirige al tercer tipo de críticos: aquellos que creen ser capaces de interpretar las Escrituras. Si sus afirmaciones son ciertas, reconoce que han recibido una gran bendición. Sin embargo, deben admitir que el lenguaje mismo fue aprendido de un ser humano, no directamente de Dios. Por lo tanto, Dios ha creado a los seres humanos para aprender unos de otros, y debemos aprender con humildad. Toda buena enseñanza de los seres humanos proviene, en última instancia, de Dios. La capacidad de comprender la oscuridad es, por lo tanto, un don de Dios y se ve reforzada por la enseñanza humana.

### Libro Uno
El Libro Uno aborda el goce, el uso, la interpretación y la relación de diversas doctrinas cristianas con estos conceptos. Agustín comienza con una discusión de los pasos del proceso interpretativo: el descubrimiento de lo que se debe comprender y una forma de enseñar lo descubierto.
Luego amplía la noción platónica de que existen cosas y signos. Los signos se utilizan para simbolizar cosas, pero se consideran cosas en sí mismas porque también representan significado. Adquieren significado mediante su repetición y propagación en la sociedad.
Algunas cosas son para disfrutar (en latín, frui) y otras para usar (uti). Las cosas que disfrutamos son aquellas que consideramos buenas en sí mismas, y las que usamos son aquellas que son buenas para algo más. Lo único que se puede disfrutar es Dios. Todas las demás cosas, incluyendo a otros seres humanos, deben usarse en relación con el fin adecuado del goce. Usar algo que se debe disfrutar, o viceversa, es no amar como es debido. El análisis del goce y el uso conduce a una reflexión extensa sobre la motivación, la palabra como carne y la humanidad como imagen de Dios.
El Libro Uno concluye con un análisis del amor: cómo los seres humanos deben amar a Dios, cómo el amor de Dios se expresa en su uso de la humanidad y cómo las personas pueden apreciar el amor de Dios a través de las Escrituras, la fe y la caridad. Agustín también afirma que quienes creen comprender las Escrituras, pero no las interpretan para reflejar la caridad y el amor, no las comprenden realmente.

### Libro Dos
El Libro Dos analiza los tipos de señales desconocidas presentes en el mundo, define cada una y presenta métodos para comprender las Escrituras. Las señales oscuras incluyen señales literales y figurativas desconocidas. Las señales desconocidas son aquellas que tienen significados desconocidos. Agustín afirma que una característica de las Escrituras es la oscuridad, y que esta es resultado del pecado: es decir, Dios oscureció las Escrituras para motivar y desafiar nuestras mentes caídas.
Agustín afirma que hay siete pasos para la sabiduría en la interpretación de las Escrituras: temor de Dios, santidad y fe, scientia (o conocimiento), fortaleza, buen consejo, pureza de corazón y, finalmente, sabiduría. También distingue la "verdad" de la "lógica" y argumenta que la lógica puede llevar a la falsedad. Declara que es mejor tener la verdad que la lógica.
Agustín argumenta que memorizar las Escrituras es fundamental para la comprensión. Una vez que el lector se familiariza con el lenguaje de las Escrituras, puede intentar desentrañar las secciones oscuras. También enfatiza el estudio de las Escrituras en sus idiomas originales para evitar los problemas de traducciones imperfectas y divergentes. A lo largo del Libro Dos, Agustín enfatiza la importancia del método, así como de la virtud, para alcanzar la sabiduría a través de las Escrituras. Analiza las fuentes del conocimiento, la razón y la elocuencia, así como la caridad y la humildad.
En el capítulo 8, Agustín analiza el canon de la Biblia. Para determinar qué libros incluir, escribe: «Ahora bien, en cuanto a las Escrituras canónicas, [un intérprete] debe seguir el criterio de la mayor parte de las Iglesias católicas; y entre estas, por supuesto, debe darse un lugar destacado a quienes han sido considerados dignos de ser la sede de un apóstol y de recibir epístolas». Para el Antiguo Testamento, enumera 44 libros. Para el Nuevo Testamento, enumera los 27 libros del canon contemporáneo. Escribe que hay «catorce epístolas del apóstol Pablo», incluyendo la epístola a los Hebreos. La lista de Agustín es la misma que el canon aprobado por el tercer Sínodo de Cartago (397 d. C.), y es posible que él haya jugado un papel en la decisión del sínodo sobre el canon.

### Libro Tres
El Libro Tres analiza cómo interpretar signos literales y figurativos ambiguos. Los signos ambiguos son aquellos cuyo significado es confuso o poco claro. Sugiere primero determinar las cosas a partir de los signos. Luego, una vez establecida la distinción, comprender el significado literal del texto (las cosas como cosas, nada más). Determinar si existe un significado más profundo en el texto puede hacerse al reconocer un modo de escritura diferente, más figurativo. Esto puede indicar que las cosas también son signos de algo más. Por ejemplo, un árbol viejo podría ser un árbol literal o podría ser un símbolo de larga vida (como signo o alegoría).
Agustín enfatiza los motivos correctos al interpretar las Escrituras y afirma que es más importante cultivar el amor que llegar a una interpretación histórica o literalmente precisa. También enfatiza que los lectores contemporáneos deben tener cuidado de comprender que algunas acciones (por ejemplo, tener varias esposas) que eran aceptables entre los antiguos ya no lo son y, por lo tanto, deben interpretarse figurativamente. Comprender tropos como la ironía y la antífrasis también será beneficioso para la interpretación.
La sección final del Libro Tercero es una de las adiciones tardías de Agustín a la obra (junto con el Libro Cuarto), y consiste en las siete reglas de Ticonio Afro para la interpretación de las Escrituras: El Señor y su Cuerpo, La doble división del Cuerpo del Señor, Las promesas y la ley (o el Espíritu y la letra), Especie y género, Tiempos, Recapitulación y El diablo y su cuerpo.

### Libro Cuatro
El Libro Cuatro analiza la relación entre la verdad cristiana y la retórica, la importancia de la elocuencia y el papel del predicador. Este libro se añadió a la obra varios años después de su composición original, junto con el final del Libro Tres. Agustín vuelve a enfatizar la importancia tanto del descubrimiento como de la enseñanza para la interpretación de las Escrituras. Advierte al lector que no analizará aquí las reglas de la retórica, pues si bien son aceptables y útiles para el orador cristiano, pueden aprenderse fácilmente en otros contextos. Si bien la elocuencia es una habilidad que puede usarse para bien o para mal, debe ponerse al servicio de la sabiduría. No es necesario, pues, que el predicador sea elocuente, sino solo sabio. No obstante, la elocuencia puede potenciar la capacidad de enseñar sabiduría. Por lo tanto, el objetivo adecuado de la retórica debería ser enseñar sabiduría mediante el uso de la elocuencia.
A continuación, Agustín analiza la relación entre la elocuencia y la enseñanza, incluyendo diversos aspectos estilísticos, una discusión sobre la inspiración y la afirmación de que tanto la elocuencia como la enseñanza deben ser valoradas. Basándose en Cicerón, Agustín describe tres tipos de estilo: estilo sobrio, estilo moderado y estilo grandioso, y analiza el contexto adecuado para cada uno. El uso de estos estilos debe determinarse tanto por el tema como por el público.
Finalmente, Agustín concluye considerando la importancia de la vida del predicador, que es más importante que la elocuencia para persuadir al público. En este sentido, las cosas (las acciones del predicador) son más importantes que los signos (las palabras del predicador). La oración es esencial para recibir de Dios la sabiduría que se transmitirá al público. El texto concluye con un llamado a la humildad y un agradecimiento a Dios por haber podido Agustín abordar estos temas.

## Conexiones con Agustín, Cicerón y la retórica clásica en el Libro Cuatro
El libro cuatro de De doctrina christiana ha provocado un gran debate entre los estudiosos sobre la medida en que el trabajo de San Agustín ha sido influenciado por las reglas y tradiciones de la retórica clásica, y más específicamente por los escritos de Cicerón. En el capítulo final de Sobre la doctrina cristiana, Agustín usa gran parte de la teoría retórica de Cicerón mientras establece las bases para el uso adecuado de la retórica por parte de los maestros cristianos. Por ejemplo, Agustín cita a Cicerón (Orat. 21. 69.) cuando escribe: "cierto hombre elocuente dijo, y dijo verdaderamente, que el que es elocuente debe hablar de tal manera que enseñe, se deleite y se mueva".
Algunos estudiosos afirman que el Libro Cuatro de este texto ha sido influenciado en gran medida por la retórica ciceroniana y la clásica. En su introducción a una edición del libro, D. W. Robertson Jr. afirma que "la interpretación alegórica de la literatura en sí era una práctica clásica". Al mismo tiempo, otros han argumentado que San Agustín está, en cambio, "escribiendo en contra de la tradición de la retórica clásica". Un académico, Stanley Fish, incluso llegó a afirmar que "Agustín efectivamente declara al orador irrelevante también cuando le dice a los posibles predicadores que recen para que Dios les ponga buenos discursos en la boca".
En los últimos años, varios académicos han realizado un esfuerzo concertado para lograr cierto grado de compromiso o término medio dentro de este acalorado debate. Celica Milovanovic-Barham escribió un artículo en el que reconoció esta afirmación e intentó argumentar varios lugares en el texto donde Agustín está de acuerdo o en desacuerdo con las teorías retóricas de Cicerón. El artículo analiza el uso que hace Agustín de la retórica ciceroniana a través de su discusión sobre los tres niveles de estilo de Cicerón: simple, medio y grandioso. Aunque Agustín comienza el Libro Cuatro al afirmar que la sabiduría y la claridad son mucho más importantes en la retórica de un maestro cristiano, el santo también reconoce el poder del estilo y la elocuencia para conectarse con una audiencia y persuadir a las personas para que actúen de acuerdo con la ley cristiana y enseñanzas. Según Barham, aquí es donde Agustín "cita las mismas palabras de Cicerón: 'uno será, entonces, elocuente, si puede decir pequeñeces en un estilo moderado, cosas moderadas en un estilo templado y grandes cosas en un estilo majestuoso'". Sin embargo, Barham también se apresura a notar que "Agustín, después de todo, no está completamente de acuerdo con su famoso predecesor", en eso, cree que para los maestros cristianos, nada de lo que predican se consideraría una "pequeñez".
John D. Schaeffer afirma que los escritos de San Agustín no deberían analizarse desde la misma perspectiva que los retóricos clásicos, porque sus obras fueron producidas en una era completamente diferente y para un grupo de personas completamente diferente a las de los grandes retóricos clásicos. El problema para Schaeffer radica en el hecho de que San Agustín estaba tratando de reunir los elementos de la oralidad y la religión cristiana, que se basó principalmente en las escrituras escritas y pidió la introspección y la oración privadas. Schaeffer dice: "el libro 4 intenta resolver una paradoja central del cristianismo primitivo sintetizando el mundo oral de la actuación pública con una religión basada en la escritura y dirigida a la persona interna ... De doctrina presenta el intento de Agustín de traer la retórica clásica ... a la cristiana predicación”. Por lo tanto, argumenta que San Agustín no estaba simplemente escribiendo en contra de las tradiciones de la retórica clásica y que los estudiosos deberían considerar el trabajo de Agustín dentro de su propio contexto.